# 리오네 알토역
리오네 알토 (Rione Alto) 역은 이탈리아 나폴리 지하철 1호선의 역이다. 역명과 같은 알토 구 (Rione Alto)에 위치해 있으며, 1993년 1호선 첫 구간 개통 당시 영업에 들어갔다. 나폴리 지하철 아트 스테이션 프로젝트에 참여하는 역이기도 하다.

## 상세
본 출입구는 줄리오 팔레르모 로에 자리잡고 있고, 파스콸레 델 토르토 로에는 역과 통하는 엘레베이터가 설치되어 있다. 그밖에도 마리아노 세몰라 로, 도메니코 폰타나 로, 안토니노 단토나 로에도 출구가 나 있으며 근처의 파스칼레 병원과 이어지는 출구도 있다.
이 중에서 세몰라 로 쪽의 출구에는 아트 스테이션 프로젝트의 일환으로 설치된 예술작품들이 있다. 외관에는 안토니오 타마로와 아킬레 체볼리가 제작한 설치작품이, 내부에는 데이비드 트렘릿, 주세페 체볼라, 비앙코발렌테, 카타리나 시에베르딩, 마르코 아넬리 등 여러 젊은 작가들의 작품이 설치되어 있다.

## 시설
이 역에는 다음과 같은 시설이 있다.
- 매표기

## 환승
- 버스 정류장